# TAG F1
 TAG Group (Holdings) SA  també anomenat  Techniques d'Avant Garde va ser un equip de cotxes de competició luxemburguès que va arribar a disputar curses a la Fórmula 1.
Va debutar al GP d'Itàlia de la temporada 1983.
L'equip va prendre part en un total de setanta curses de cinc temporades consecutives (1983 - 1987), aconseguint guanyar amb la seva associació amb McLaren el campionat del món de constructors de les temporades 1984 i 1985.